# 盛京金融广场

盛京金融广场，是中国沈阳市的一座摩天大楼，位于沈河区青年大道，最高楼楼高334公尺、68層樓，是由沈阳包含封顶建成的第二高楼，於2015年動工、預計2025年完工，亦是沈阳第二高樓。